# Bataille de Yongdong
Guerre de Corée
Batailles
Offensive nord-coréenne :

(juin 1950 - septembre 1950)
- Pokpung
- Chuncheon
- Séoul (1re)
- Busan (navale)
- Chumunjin
- Osan
- Pyeongtaek
- Cheonan
- Chochiwon
- Daejeon
- Sangju
- Yongdong
- Hwanggan
- Notch
- Périmètre de Busan

Contre-offensive de l'ONU :

(septembre 1950 - octobre 1950)
- Incheon
- Bombardement de Pyongyang
- Pyongyang

Intervention chinoise :

(octobre 1950 - avril 1951)
- Onjong
- Unsan
- Chongchon (Wawon)
- Réservoir de Chosin
- Évacuation de Hŭngnam
- Séoul (3e)
- Twin-Tunnels
- Jipyeong-ri
- Imjin
- Kapyong

Impasse :

(août 1951 - juillet 1953)
- Crèvecœur
- Fleuve Han
- Opération Commando
- Maryang San
- Suncheon
- Barrage de Sui-Ho
- Triangle Hill
- le Crochet
- Fleuve Samichon
- Armistice de Panmunjeom

Post armistice :
- Raid sur la Maison Bleue
- Attaque de l'EC-121
- Incident du peuplier
- Infiltration de Gangneung
- Guerre du crabe

La bataille de Yongdong est un engagement entre les forces des Nations unies et de Corée du Nord lors de la guerre de Corée qui se déroule du 22 au 25 juillet 1950 dans le village de Yongdong en Corée du Sud. 
La 1re division de cavalerie de l'United States Army, qui vient d'arriver en Corée, est chargée de couvrir la retraite de la 24e division d'infanterie américaine après la bataille de Daejeon. Cependant, les soldats de la 1re division de cavalerie n'ont pas encore connu le feu, et la 3e division nord-coréenne prend le dessus et les repousse.
Bien que les Américains perdent la ville, leur artillerie inflige des pertes importantes aux Nord-Coréens et les retardent pendant plusieurs jours, permettant au Commandement des Nations unies en Corée de mettre en place le périmètre de Busan.